# CCDC70
CCDC70‏ (Coiled-coil domain containing 70) هوَ بروتين يُشَفر بواسطة جين CCDC70 في الإنسان.